# La Entrevista (RCTV)
La Entrevista de El Observador fue un programa noticioso transmitido por Radio Caracas Televisión desde 2001 hasta 2010. Era conducido por el periodista y político, Miguel Ángel Rodríguez Vega. En el pasado, el programa había sido conducido por Anna Vaccarella y Luisana Ríos.

## Formato
Se presenta a diario por el periodista Miguel Ángel Rodríguez, y el invitado entrevistado, que a menudo son con personalidades políticas u otros periodistas. Se emitía en directo desde el Centro Nacional de Noticias, el mismo centro en el que El Observador se encuentra establecido.
La Entrevista centra en cuestiones que tienen que ver con los acontecimientos nacionales e internacionales. El programa fue diseñado y destinado para preguntar acerca de las noticias más relevantes, con el apoyo de las entrevistas cara a cara (de ahí su nombre), y tienen testimonios de personas que participan en ciertos eventos. Su objetivo es la búsqueda de respuestas de aquellos que tienen la responsabilidad de corregir situaciones que se reflejan en Venezuela.

## Cierre de RCTV
RCTV transmitió una programación especial desde un estudio gigante, en el que se congregó el personal artístico, periodístico y técnico de la televisora e, incluso, fueron acompañados por extrabajadores del canal y colegas de otros medios de comunicación el día de su cierre, ocurrido el 27 de mayo de 2007. La Entrevista de Miguel Ángel Rodríguez inició la transmisión especial a las 6:00 a. m., quien estuvo con el presidente de las Empresas 1BC, Marcel Granier.